# Wilhelm Friedrich von Platen
Wilhelm Friedrich von Platen (1667 – 27. april 1732 i Sønderborg) var en dansk bygmester og gehejmeråd af tysk herkomst.

## Baggrund
Han var født 1667 som søn af brandenborgsk gehejmeråd Claus Ernst von Platen, der 1658-1660 fungerede som generalkrigskommissær ved kurfyrstens hjælpekorps i Danmark. Moderen, Anna Ehrentraut von Klitzing, var som enke fra 1685 til sin død 1694 hofmesterinde hos prinsesserne Sophie Hedevig og Christiane. 1687 ansattes også sønnen som kammerjunker hos prinsesserne, i hvilken stilling han forblev til 1698, da han tiltrådte en længere rejse til Frankrig og Italien, nærmest vel med det mål at studere disse landes kunstskatte.

## Karriere
Hans interesse for bygningsfaget synes tidlig at være blevet vakt, og fra begyndelsen af 1699 nævnes han i stillingen som overbygningsinspektør. 1702 blev han etatsråd og udnævntes 1705 til overbygningsdirektør eller generalbygmester, under hvilken charge på samme tid blev samlet tilsynet med alle gamle og nye bygninger i Danmark, Hertugdømmerne og Oldenborg. I denne egenskab forestod Platen opførelsen af Operahuset (Rigsdagsbygningen), Staldmestergården bag Christiansborg Slot, bygninger, som kunstkenderen Ramdohr betegnede som de smukkeste i København og endefløjene af Frederiksberg Slot samt vistnok også Garnisons Kirke.
Platen, der var meget yndet af kongen, udnævntes 1706 til hofmarskal, blev 1712 direktør i Generalpostamtet, 1714 gehejmeråd og i april 1716 overlanddrost i Pommern og på Rygen. Han har dog næppe tiltrådt denne stilling, der allerede i efteråret beklædtes af Friedrich Emanuel von Kötschau. I oktober samme år udnævntes Platen til amtmand i Sønderborg og afgik ved døden i dette embede den 27. april 1732 i Sønderborg, vistnok ugift.
1708 var han blevet Hvid Ridder.